# 真的假的
《真的假的》（日語：ガチガセ）是日本電視台系列的綜藝節目，逢星期五19:00 - 19:56播放，在2012年4月20日首播，2013年2月8日完结，2013年2月15日ここが変だよ！ＡＫＢ48　噂の真相全て答えますＳＰ！。

## 演出者

### 主持人
- 田村淳（搞笑二人組倫敦靴子成員）
- 上地雄輔

### 正式演出者
AKB Team
- AKB48：每集有5名選拔成員。
- Mitz Mangrove

嘉賓Team
- 劇團一人
- 吉村崇（搞笑二人組平成野武士（平成ノブシコブシ）成員）

## 播放電視台
| 播放對象地域   | 播放電視台                           | 系列                           | 播放日期和時間（UTC+9） |
| -------------- | ------------------------------------ | ------------------------------ | ----------------------- |
| 關東廣域圏     | 日本電視台（NTV） 《真的假的》制作局 | 日本電視台系列                 | 星期五 19:00 - 19:56    |
| 北海道         | 札幌電視台（STV）                    | 日本電視台系列                 | 星期五 19:00 - 19:56    |
| 青森縣         | 青森放送（RAB）                      | 日本電視台系列                 | 星期五 19:00 - 19:56    |
| 岩手縣         | 岩手電視台（TVI）                    | 日本電視台系列                 | 星期五 19:00 - 19:56    |
| 宮城縣         | 宮城電視台（MMT）                    | 日本電視台系列                 | 星期五 19:00 - 19:56    |
| 秋田縣         | 秋田放送（ABS）                      | 日本電視台系列                 | 星期五 19:00 - 19:56    |
| 山形縣         | 山形放送（YBC）                      | 日本電視台系列                 | 星期五 19:00 - 19:56    |
| 福島縣         | 福島中央電視台（FCT）                | 日本電視台系列                 | 星期五 19:00 - 19:56    |
| 山梨縣         | 山梨放送（YBS）                      | 日本電視台系列                 | 星期五 19:00 - 19:56    |
| 新潟縣         | TV新潟放送網（TeNY）                 | 日本電視台系列                 | 星期五 19:00 - 19:56    |
| 長野縣         | 信州電視台（TSB）                    | 日本電視台系列                 | 星期五 19:00 - 19:56    |
| 静岡縣         | 静岡第一電視台（SDT）                | 日本電視台系列                 | 星期五 19:00 - 19:56    |
| 富山縣         | 北日本放送（KNB）                    | 日本電視台系列                 | 星期五 19:00 - 19:56    |
| 石川縣         | 金澤電視台（KTK）                    | 日本電視台系列                 | 星期五 19:00 - 19:56    |
| 福井縣         | 福井放送（FBC）                      | 日本電視台系列／朝日電視台系列 | 星期五 19:00 - 19:56    |
| 中京廣域圏     | 中京電視台（CTV）                    | 日本電視台系列                 | 星期五 19:00 - 19:56    |
| 近畿廣域圏     | 讀賣電視台（ytv）                    | 日本電視台系列                 | 星期五 19:00 - 19:56    |
| 鳥取縣和島根縣 | 日本海電視台（NKT）                  | 日本電視台系列                 | 星期五 19:00 - 19:56    |
| 廣島縣         | 廣島電視台（HTV）                    | 日本電視台系列                 | 星期五 19:00 - 19:56    |
| 山口縣         | 山口放送（KRY）                      | 日本電視台系列                 | 星期五 19:00 - 19:56    |
| 德島縣         | 四国放送（JRT）                      | 日本電視台系列                 | 星期五 19:00 - 19:56    |
| 香川縣和岡山縣 | 西日本放送（RNC）                    | 日本電視台系列                 | 星期五 19:00 - 19:56    |
| 愛媛縣         | 南海放送（RNB）                      | 日本電視台系列                 | 星期五 19:00 - 19:56    |
| 高知縣         | 高知放送（RKC）                      | 日本電視台系列                 | 星期五 19:00 - 19:56    |
| 福岡縣         | 福岡放送（FBS）                      | 日本電視台系列                 | 星期五 19:00 - 19:56    |
| 長崎縣         | 長崎国際電視台（NIB）                | 日本電視台系列                 | 星期五 19:00 - 19:56    |
| 熊本縣         | 熊本縣民電視台（KKT）                | 日本電視台系列                 | 星期五 19:00 - 19:56    |
| 鹿兒島縣       | 鹿兒島讀賣電視台（KYT）              | 日本電視台系列                 | 星期五 19:00 - 19:56    |

## 工作人員
- 企劃協力：秋元康
- 旁白 : 立木文彦
- 構成：そーたに、木南広明、すずきB、美濃部達宏、ヒロハラノブヒコ、矢野了平
- 企劃協力：窪田康志（AKS）、佐野裕一（田邊音樂出版）
- 編成：稲垣眞一
- 廣報：満松隆一郎
- 営業：佐藤俊之
- 制作進行：森美紀子
- デスク：富重裕子
- FM：加藤健太
- AD：入江将也
- AP：吉川美由紀、朝倉康晴（EST）、佐藤友美、須藤大介
- 董事：小田玲奈、田中真之、小田清仁、常盤俊郎、宇野慎也、藤井良記
- 行政總監：五歩一勇治
- 演出：徳永清孝、相田貴史
- 製作人：毛利忍、瀬戶口正克、柴田雅美、阿河朋子、江尻直孝
- 行政監製：面高直子
- 制作協力：AX-ON、えすと、日企
- 製作著作：日本電視台

## 備註
1. ↑  .   [2012-04-21]. （原始内容存档于2019-04-26）.

## 相關項目
- AKBINGO!：AKB48的冠名節目之一，製作人同為毛利忍，部分工作人員相同，以及同樣於日本電視台播出。
- 原來如此！高校：前身節目

## 外部連結
- 官方網站 （页面存档备份，存于）